# Il gabbiano
Il gabbiano (in russo Чайка? Čajka) è un dramma in 4 atti scritto nel 1895 da Anton Čechov. Rappresentato per la prima volta al Teatro Aleksandrinskij di Pietroburgo l'anno successivo, fu un insuccesso clamoroso. Vera Komissarževskaja, che impersonava Nina, fu così intimidita dall'ostilità del pubblico che perse la voce. Čechov abbandonò la platea e durante gli ultimi due atti rimase dietro le quinte.
Nel 1898 Konstantin Sergeevič Stanislavskij e Vladimir Nemirovič Dančenko, che l'anno precedente avevano fondato a Mosca il Teatro d'Arte, misero in scena una nuova versione dell'opera. Questa volta fu un trionfo.
Il gabbiano è uno dei testi teatrali più noti del drammaturgo russo, e uno dei più rappresentati in assoluto. I personaggi della giovane Nina, della madre attrice Irina, dello scrittore Trigorin sono stati interpretati in tutto il mondo dai maggiori attori di teatro, in messe in scena memorabili tra cui quella di Orazio Costa Giovangigli (con Ilaria Occhini, Gabriele Lavia, Giancarlo Sbragia, Ettore Toscano e Anna Proclemer) e quelle recenti di Lev Dodin, Marco Tiburtini, Licia Lanera, Eimuntas Nekrošius, Leonardo Lidi.
Questo dramma ha una forte relazione intertestuale con l'Amleto di Shakespeare. Arkadina e Treplev citano versi dell'Amleto prima del "teatro nel teatro" nel primo atto (l'artificio stesso del "teatro nel teatro" è usato anche nell'Amleto). Ci sono anche molte allusioni a dettagli della trama shakespeariana. Per esempio, Treplev cerca di salvare sua madre dal vecchio Trigorin proprio come Amleto cerca di salvare la regina Gertrude da suo zio Claudio.

## Trama

### Atto I
Il dramma si svolge in una tenuta estiva, proprietà di Sorin, un ex Consigliere di Stato di salute cagionevole. Sorin è il fratello della famosa attrice Arkadina, che è appena giunta nella tenuta con il suo amante, Trigorin, per una breve vacanza. Nel primo atto, le persone che sono nella tenuta di Sorin si riuniscono per assistere a un dramma scritto e diretto da Konstantin Treplev, il figlio di Arkadina. Recita nel "dramma nel dramma" Nina, una giovane donna che vive in una vicina tenuta, che impersona "l'anima del mondo". Il dramma è il più recente tentativo di creare una nuova forma teatrale, e assomiglia a un'intensa opera simbolista. Arkadina ride del dramma, trovandolo ridicolo e incomprensibile, e Treplev si infuria. Il primo atto mette in scena i molti triangoli romantici del dramma. Il maestro elementare Medvedenko ama Maša, la figlia dell'amministratore della tenuta. Maša a sua volta ama, non corrisposta, Konstantin, che fa la corte a Nina. Quando Maša parla al dottor Dorn del suo amore, questi sconsolato attribuisce al lago l'umore romantico di tutti i presenti.

### Atto II
Il secondo atto si svolge di pomeriggio, fuori della tenuta, qualche giorno dopo. Dopo aver ricordato i bei tempi felici, Arkadina comincia un'accesa discussione con l'amministratore Samraev e decide di partire immediatamente. Nina invece rimane e riceve da Treplev un gabbiano a cui Treplev stesso ha sparato. Nina è confusa e inorridita dal dono. Treplev vede Trigorin che si avvicina, e se ne va colto da una fitta di gelosia. Entra Trigorin, uno scrittore famoso. Nina gli chiede di parlarle della vita da scrittore. Trigorin risponde che non è una vita facile. Nina dice che lei sa che anche la vita da attrice non è facile, ma lei vuole questo più di ogni altra cosa. Trigorin vede il gabbiano ucciso da Treplev e medita su come farlo diventare il soggetto di un racconto: "Una giovane donna vive tutta la sua vita in riva a un lago. Lei ama il lago, come un gabbiano, ed è felice e libera, come un gabbiano. Ma per caso arriva un uomo e per passare il tempo, decide di rovinargli la vita, distruggerla, proprio come questo gabbiano". Arkadina fa chiamare Trigorin e questi parte mentre lei gli dice di aver cambiato idea e che non partiranno immediatamente. Nina indugia, affascinata dalla celebrità e dalla modestia di Trigorin ed esclama "Il mio sogno!".

### Atto III
Il terzo atto si svolge dentro la tenuta, il giorno che Arkadina e Trigorin hanno deciso di partire. Tra i due atti Treplev ha tentato il suicidio sparandosi alla testa, ma il proiettile gli ha solo scalfito il cranio. Per tutto il terzo atto egli ha il capo fasciato con delle bende. Nina arriva quando Trigorin sta facendo colazione e gli presenta un medaglione che mostra la sua devozione per lui con un verso tratto da uno dei libri di Trigorin: "Se hai bisogno della mia vita, vieni e prendila". Nina si ritira dopo aver implorato di avere un'ultima occasione per vedere Trigorin prima che lui parta. Entra in scena Arkadina, seguita da Sorin, la cui salute continua a peggiorare. Trigorin esce per finire di preparare i bagagli. C'è una breve lite tra Arkadina e Sorin, dopo la quale Sorin si accascia per il dolore ed è soccorso da Medvedenko. Entra Treplev che chiede alla madre di cambiargli le bende. Mentre lei gli cambia le bende, scoppia una lite tra madre e figlio anche perché Treplev denigra Trigorin, dopo la quale Treplev lascia la stanza in lacrime. Rientra Trigorin e chiede ad Arkadina se possono rimanere nella tenuta, in virtù dell'attrazione che egli sente nei confronti di Nina. Arkadina lo lusinga e lo convince a tornare a Mosca. Partita Arkadina, arriva Nina per dare l'addio finale a Trigorin e informarlo che sta per fuggire via per diventare attrice, contro il volere dei genitori. I due si baciano appassionatamente e decidono di rincontrarsi a Mosca.

### Atto IV
Il quarto atto si svolge in inverno due anni dopo, nel salotto che è diventato lo studio di Treplev. Maša ha finalmente accettato di sposare Medvedenko e adesso hanno un bambino, anche se Maša ancora ama, non corrisposta, Treplev. Vari personaggi discutono di quello che è accaduto nei due anni che sono trascorsi: Nina e Trigorin hanno vissuto insieme a Mosca per un periodo, poi lui l'ha abbandonata ed è tornato da Arkadina. Nina non ha mai avuto un vero successo come attrice e adesso è in tournée in provincia con una piccola compagnia teatrale. Treplev ha pubblicato alcuni racconti, ma è sempre più depresso. La salute di Sorin sta peggiorando e gli abitanti della tenuta hanno telegrafato ad Arkadina perché torni a vederlo prima che muoia. La maggior parte dei personaggi va nel salotto per giocare a tombola. Treplev non si unisce a loro, ma passa il tempo lavorando a un manoscritto sulla sua scrivania. Il gruppo esce per andare a pranzo, entra Nina da una porta posteriore e racconta a Treplev la sua vita infelice degli ultimi due anni. Nina comincia a paragonarsi al gabbiano - l'uccello ucciso da Treplev - poi cambia idea e dice "Sono un'attrice". Dice di essere stata costretta ad andare in tournée con una compagnia teatrale di seconda categoria dopo la morte del bambino avuto da Trigorin, ma adesso sembra aver ritrovato la speranza, e chiede a Konstantin di venire a vederla quando "sarà diventata una grande attrice". Treplev la supplica di restare, ma lei è troppo confusa per accettare. Sconfortato, Treplev passa diversi minuti strappando il manoscritto prima di uscire dalla stanza in silenzio. Il gruppo rientra e ricomincia a giocare a tombola. C'è uno sparo improvviso fuori scena e Dorn va a vedere che cosa è successo. Ritorna e prende da parte Trigorin, dicendogli di portar via Arkadina in qualche modo, perché Treplev si è appena sparato.

## L'opera

### I temi
- Amore: Medvedenko ama Maša, che ama Konstantin, che ama Nina, che ama Trigorin, egli stesso amato da Arkadina, amata da Dorn stesso, amato da Polina che si distingue da Šamraev.
- L'arte: è il substrato che nutre le passioni, le speranze (sempre deluse) e i conflitti tra i personaggi. È al centro delle preoccupazioni di tutti, gli artisti naturalmente (il giovane Konstantin che intende reinventare il teatro, Trigorin e Arkadina che rimangono fissati in un attaccamento alle vecchie forme) ma anche, a volte in modo più sorprendente, altri personaggi: Nina porta in alto il suo desiderio di essere un'attrice, il dottore si interroga sul potere dell'arte di sublimare la vita, Sorin esprime che "del teatro, non si può fare a meno", il gestore del dominio, altrimenti dipinto come dispotico e intransigente, è pieno di aneddoti sui grandi attori del tempo.
- Il teatro nel teatro: dei brani tratti dal dramma di Konstantin vengono declamati tre volte (nel primo atto a tutti gli ospiti della tenuta Sorin, nel secondo atto su richiesta di Maša e poi nell'atto IV) ma si trova anche nel modo in cui alcuni personaggi, il più flagrante era Arkadina, sono permanentemente in rappresentazione.
- Infine, il gabbiano appare come una figura allegorica della libertà dell'artista, in balìa del primo portatore di fucili arrivato. Il gabbiano è meglio descritto da Čechov come il simbolo dell'esistenza di Nina, felice vicino al suo corpo d'acqua ma distrutta dal cacciatore Trigorin. Quando Trigorin chiede a Šamraev di impagliare il gabbiano, una richiesta di cui non ha alcun ricordo, è anche il simbolo del pericolo rappresentato da Trigorin che, con le note che prende sempre, svuota la sua sostanza. La vita dei suoi modelli in una buona coscienza, mentre prosciugherà la vita di Nina.

### I riferimenti
- Amleto: Antoine Vitez scrive che Il gabbiano "è una vasta parafrasi di Amleto dove [Konstantin] ripete Amleto, Arkadina Gertrude, Trigorine Claudius, Nina (molto attratta dall'acqua) Ofelia sull'orlo della pazzia, ecc. Cechov era davvero un grande ammiratore di Shakespeare e non nasconde la sua ispirazione nel senso che non è avaro di citazioni. Dall'inizio del primo atto, Arkadina recita un estratto di Amleto: "Figlio mio! Mi hai mostrato nelle profondità della mia anima, e ho visto ulcere così sanguinose, così mortali, che non c'è salvezza." Konstantin, da parte sua, cita lo stesso principe Amleto: "E perché indulgi nel vizio, cercando l'amore nell'abisso del crimine?" Inoltre, Amleto svolge anche un ruolo importante nell'esecuzione delle opere teatrali nella pièce stessa.
- Maupassant: Cechov ha molto ammirato questo autore. Arkadina, all'inizio del secondo atto, legge un passaggio di Sull'acqua che evoca l'atteggiamento delle donne francesi che "fanno l'assedio di uno scrittore per mezzo di complimenti, attenzioni e dolcetti", mentre Arkadina afferma di agire solo per pura passione per Trigorin.
- Puškin: Treplev cita il poema drammatico incompiuto Rusalka (o Ondina) di Puškin (1829-1832) perché come il mugnaio impazzito nel poema di Puškin crede di essere un corvo, così Nina dice di essere un gabbiano. (C.f Atto 4).

## Storia della rappresentazione
La prima de Il gabbiano il 17 ottobre 1896 al Teatro Aleksandrinskij di Pietroburgo fu un disastro e fu fischiata dal pubblico. Vera Fëdorovna Komissarževskaja, che alcuni consideravano la migliore attrice di Russia e che, secondo Čechov, aveva commosso il pubblico fino alle lacrime durante le prove, fu intimidita dal pubblico ostile e perse la voce. Il giorno seguente, Čechov, che si era rifugiato dietro le quinte durante gli ultimi due atti, annunciò a Suvorin di aver chiuso con la drammaturgia. Quando dei sostenitori gli assicurarono che le rappresentazioni successive avevano avuto più successo, Čechov credette che essi volessero solo essere gentili con lui.
Il gabbiano comunque colpì il drammaturgo Vladimir Ivanovič Nemirovič-Dančenko, il quale disse che Čechov avrebbe dovuto vincere il premio Griboyedev al suo posto quell'anno. Fu Nemirovich-Danchenko che convinse Stanislavskij a dirigere il dramma per l'innovativo Teatro d'Arte di Mosca nel 1898. La collaborazione di Čechov con Stanislavskij si dimostrò cruciale per lo sviluppo creativo di entrambi. L'attenzione di Stanislavskij per il realismo psicologico e per il corpo recitante esaltava le sottigliezze del dramma e fece rivivere l'interesse di Čechov per la scrittura di scena, mentre la riluttanza di Čechov a spiegare o espandere il testo costringevano Stanislavskij a scavare sotto la superficie del testo in modi che erano del tutto nuovi in teatro.

## Adattamenti
Sono state tratte dal dramma due versioni cinematografiche:
- Il gabbiano (The Sea Gull) (1968), diretto da Sidney Lumet e interpretato Vanessa Redgrave e Simone Signoret
- Il gabbiano (The Seagull) (2018), diretto da Michael Mayer e interpretato da Annette Bening e Saoirse Ronan.

Nel 1977 è stato realizzato il film televisivo Il gabbiano, con regia e sceneggiatura di Marco Bellocchio e interpretato da Giulio Brogi, Laura Betti, Pamela Villoresi, Remo Girone.

## Edizioni italiane
- Il gabbiano, trad. e Introduzione di Enzo Ferrieri, Milano, Rosa & Ballo, 1944.
- Teatro, Introd. e trad. di Carlo Grabher, Firenze, Sansoni, 1948.
- Tutto il teatro. Il gabbiano e Zio Vanja, traduzione di Laura Simoni Malavasi, Collana BUR n. 1607-1609, Milano, Rizzoli, 1960.
- Teatro maggiore. Il gabbiano, traduzione di Gianlorenzo Pacini, Novara, De Agostini, 1962.
- Il gabbiano. Le tre sorelle. Il giardino dei ciliegi (Teatro I), traduzione di Giacinta de Dominicis Jorio, a cura di Eridano Bazzarelli, Collana Grande Universale n.11, Milano, Mursia, 1965.
- Il gabbiano, trad., Prefazione e cura di Angelo Maria Ripellino, Collezione di teatro n.135, Einaudi, 1970, ISBN 88-06-29728-7.
- Teatro, Introduzione e trad. di Italia Pia Sbriziolo, Collana I Grandi Scrittori Stranieri, Torino, UTET, 1970.
- Il gabbiano, traduzione di Danilo Macrì, Collana del Teatro Stabile di Genova n.123, Teatro Stabile di Genova, 2017. [tradotto sulla versione russa del 1895]
- Il gabbiano, traduzione di Roberta Ranieri, Bruno Osimo, Bruno Osimo, 2022.